# Amerianna obesula
Amerianna obesula е вид коремоного от семейство Planorbidae. Видът е незастрашен от изчезване.

## Разпространение
Разпространен е в Австралия (Куинсланд).